# اللغة العربية الجنوبية القديمة
العربية الجنوبية القديمة (وأيضًا الصيهدية، نسبة إلى منطقة صيهد أو رملة السبعتين) هي مجموعة من اللغات المنقرضة كانت تستخدم في جنوب شبه الجزيرة العربية وهي أربع لهجات سبئية وحضرمية وقتبانية ومعينية آخر النصوص المكتشفة بهذه اللغة يعود لستين عامًا قبل الإسلام اللغة العربية الجنوبية اللغة الوحيدة المتبقية منها هي اللغة الرازحية في مديرية رازح (اليمن) التي تعتبر أصل اللغة الرازحية وتتفرع منها أيضاً لهجة منبة وبني مالك

## العلاقة اللغوية
هي فرع من اللغات الأفريقية الآسيوية. بالنسبة للتصنيف الداخلي في اللغات السامية فهذا لا يزال موضع خلاف، فقد تباينت الآراء حول موضع تصنيف العربية الجنوبية القديمة في هذه العائلة؛ بسبب الموقع الجغرافي اعتبر الباحثون في القرن التاسع عشر هذه اللغة ضمن اللغات السامية الجنوبية
إلا أن أبحاثاً حديثة تجعلها فرعا ثالثا من السامية الوسطى. المميز في اللغة العربية الجنوبية القديمة هو تقديمها لأداة التعريف «نون» في آخر الكلمة هو ما لم يوجد في أي لغة سامية أخرى. من المهم معرفة أن ما سمّاه علماء اللسانيات عربية جنوبية حديثة مثل اللغة المهرية وغيرها من لغات شرق اليمن الحالية وغرب عمان لا علاقة لها بهذه اللغة وليست امتداداً أو بقية لها
بلغ عدد النقوش باللغة العربية الجنوبية القديمة قرابة 10,000 نقش مكتشف حتى الآن ويمكن تقسيم النقوش حسب الأدوات المستخدمة إلى:
1. نقوش حجرية:
  1. نقوش دينية وتحوي سجلات تاريخية معظمة لإله ومعبرة عن تدين والتزام.
  2. نقوش أبنية وتحوي على اسم المالك والمناسبة.
  3. قوانين ولوائح تنظيمية.
  4. نقوش تتحدث عن أحداث تاريخية كالحروب.
  5. نقوش تتحدث عن عقوبات.
  6. رسومات على الصخور.

1. نصوص أدبية والمتبقي أو المكتشف منها قليل ويعتقد أن أغلبها مفقود.
2. نقوش على إسطوانات خشبية (موجودة في حضرموت تحديدًا).[9]
  1. نقوش خاصة.
  2. نقوش تتعلق بالمعاملات والعقود التجارية.
3. نقوش على المصنوعات اليدوية.

## اللغات
تتضمن العربية الجنوبية العديد من اللغات؛ واللغات الآتية تم التعرف عليها عن طريق الكتابة بها:

### سبئية
لغة سبأ، موثقة بشكل جيد، عن طريق 6000 نقش أثري.
- سبئية قديمة: من القرن الثامن قبل الميلاد إلى القرن الثاني قبل الميلاد.
- سبئية وسطى: من القرن الأول قبل الميلاد إلى القرن الرابع للميلاد.

- أميرية/هرمية: لغة مناطق شمال معين.
- سبئية متوسطة: لغة النصوص السبئية ولغة المناطق الوسطى لليمن.
- سبئية جنوبية: لغة الكتابة في ردمان وحمير.
- سبئية لاحقة: لغة سائدت في منطقة نجران

- سبئية متأخرة: من القرن الخامس إلى القرن السادس للميلاد.

### معينية
لغة الجوف (ما عدا هرم). ولغة الدولة المعينية (من القرن الثامن قبل الميلاد إلى القرن الثاني للميلاد). النقوش خارج معين توجد في ددان، ومدائن صالح، وفي مصر، وجزيرة دلوس اليونانية. (500 نقش أثري)

### قتبانية
لغة مملكة قتبان من القرن الخامس قبل الميلاد وحتى القرن الثاني للميلاد. (حدود 2000 نقش أثري)
- أوسانية: لغة مملكة أوسان، استعمال قليل جدا (حوالي 25 نقشاً أثرياً، من القرن الثامن إلى القرن الأول قبل الميلاد) لا يختلف شكلها عن القتبانية.

### حضرمية
لغة حضرموت، توجد نصوص اللغة في جزيرة دلوس أيضًا. من القرن الخامس قبل الميلاد إلى الرابع قبل الميلاد.

## نظام الصوتيات
تحوي العربية الجنوبية 29 حرفًا، وتعتبر أغنى اللغات السامية أصواتا (عن Nebes / Stein 2004 والأحرف بين قوسين تشير إلى شكل الصوت بالنص الأصلي):
|               |          | شفتاني | أسناني | أسناني | لثوي       | لثوي   | لثوي غاري  | غاري   | طبقي  | لهوي | حلقي  | حنجري  |
| اسناني        | تفخيم    | شفتاني | اسناني | تفخيم  |            |        | لثوي غاري  | غاري   | طبقي  | لهوي | حلقي  | حنجري  |
| ------------- | -------- | ------ | ------ | ------ | ---------- | ------ | ---------- | ------ | ----- | ---- | ----- | ------ |
| انفجاري       | غير صائت |        |        |        | ‎t‏ ()       | ‎tˀ‏ (ṭ) |            |        | ‎k‏ ()  | ‎q‏ () |       | ‎ʔ‏ ( ʾ) |
| انفجاري       | صائت     | ‎b‏ ()   |        |        | ‎d‏ ()       |        |            |        | ‎g‏ ()  |      |       |        |
| احتكاكي       | غير صائت | ‎f‏ ()   | ‎θ‏ (ṯ)  | ‎zˀ‏ (ẓ) | ‎s‏ (s3 / ś) | ‎sˀ‏ (ṣ) | ‎ʃ‏ (s1 / s) |        | ‎x‏ (ḫ) |      | ‎ħ‏ (ḥ) | ‎h‏ ()   |
| احتكاكي       | صائت     |        | ‎ð‏ (ḏ)  |        | ‎z‏ ()       |        |            |        | ‎ɣ‏ (ġ) |      | ‎ʕ‏ (ˀ) |        |
| انفي          | انفي     | ‎m‏ ()   |        |        | ‎n‏ ()       |        |            |        |       |      |       |        |
| جانبي         | جانبي    |        |        |        | ‎l‏ ()       |        |            |        |       |      |       |        |
| ترددي         | ترددي    |        |        |        | ‎r‏ ()       |        |            |        |       |      |       |        |
| تقاربي        | تقاربي   | ‎w‏ ()   |        |        |            |        |            | ‎j‏ ( y) |       |      |       |        |
| جانبي احتكاكي | غير صائت |        |        |        | ‎ɬ‏ (s2 / š) | ‎ɬˀ‏ (ḍ) |            |        |       |      |       |        |

## [11]السبئية الجنوبية[بحاجة لمصدر]
السبئية الجنوبية أو الحميرية هي لغة الحميريين كانت تنتشر في ظفار - تعز - إب، ولا تزال منطوقة بين قبائل خولان الحميرية في جازان وقسم من صعدة وهي اللغة الرازحية وهي اللغة الغربية الوحيدة المتبقية وتتفرع لعدة لهجات كلهجة فيفا ولهجة بني مالك ولهجة منبة ولهجة رازح التي هي أصل اللغة الرازحية حيث أن كل اللهجات السابقة تتفرع من (اللغة) اللهجة الرازحية . المميز في اللغة الحميرية هو تقديمها «م» التعريف في أول الكلمة بدلًا من ال التعريف.